# 多犬養
多 犬養（おお の いぬかい）は、奈良時代の貴族。氏は太とも記される。姓は朝臣。官位は従五位上・刑部大輔。勲等は勲五等。

## 経歴
称徳朝の天平神護元年（765年）従六位下から四階昇進して従五位下に叙爵し、天平神護2年（766年）近江介次いで信濃守に任ぜられる。神護景雲3年（769年）右少弁として京官に遷る。
宝亀元年（770年）光仁天皇の即位後まもなく式部少輔に任ぜられるが、翌宝亀2年（771年）但馬員外介として地方官に転じる。宝亀7年（776年）式部少輔次いで右少弁に再任され京官に復す。
宝亀11年（780年）伊治呰麻呂の乱（宝亀の乱）が起こると征討副使に任ぜられ、持節征東大使・藤原小黒麻呂に従って蝦夷征討に参加する。しかし、優勢な蝦夷の軍勢の前に征討軍は大規模な軍事作戦を展開できないまま、翌天応元年（781年）5月に部隊の解散と帰京を願う上奏が行われる。ここで、桓武天皇はすぐの帰京を認めず、副使の犬養もしくは内蔵全成のいずれかを先に入京させ、征討活動の詳細を報告するように命じた。9月になって従軍者に対する叙位・叙勲が行われ、犬養は従五位上・勲五等に叙せられている。その後、延暦4年（785年）刑部大輔に任ぜられた。

## 官歴
『続日本紀』による。
- 時期不詳：従六位下
- 天平神護元年（765年） 3月16日：従五位下
- 天平神護2年（766年） 3月26日：近江介。7月22日：信濃守
- 神護景雲3年（769年） 8月19日：右少弁
- 神護景雲4年（770年） 8月4日：御装束司（称徳天皇葬儀）。10月23日：式部少輔
- 宝亀2年（771年） 11月19日：但馬員外介
- 宝亀7年（776年） 正月19日：西海道検税使。3月6日：式部少輔。3月24日：右少弁
- 宝亀8年（777年） 10月13日：民部少輔
- 天応元年（781年） 9月22日：従五位上、勲五等
- 延暦4年（785年） 7月29日：刑部大輔